# Ève Curieová
Ève Denise Curieová Labouisseová, nepřechýleně Curie Labouisse (6. prosince 1904 Paříž – 22. října 2007 New York), byla francouzská a americká spisovatelka, novinářka a klavíristka. Byla dcerou vědců Marie Curie-Skłodowské a Pierra Curie, sestrou vědkyně Irène Joliot-Curie a švagrovou vědce Frédérica Joliot-Curie. Jako jediná ze své rodiny si nezvolila vědeckou dráhu a jako jediná také nezískala Nobelovu cenu. Proslula zejména knižním životopisem své matky nazvaným Madame Curie.

## Život
Vystudovala na soukromé pařížské škole Collège Sévigné (1925). Poté se živila jako klavíristka a doprovázela svou matku, mj. i roku 1932 při cestě československého prezidenta Tomáše Garrigua Masaryka do Španělska. Matka zemřela roku 1934. O tři roky později Ève vydala její životopis nazvaný Madame Curie. Byl psaný francouzsky, přesto za něj získala roku 1937 americkou National Book Award. Tato kniha jí zajistila okázalý vstup do světa profesionálního psaní. Za druhé světové války pracovala v odboji. Působila zejména v Británii, ale také v USA, kde našla uplatnění jako novinářka, psala zejm. pro New York Herald Tribune. Stala se válečnou korespondentkou a zúčastnila se bojů na mnoha frontách. Výsledkem byla mj. kniha válečných reportáží Journey Among Warriors z roku 1943, její druhá nejznámější, napsaná již anglicky.
Po válce se vrátila do Francie, kde pracovala jako novinářka pro Paris-Presse (1944-1949), ale vzhledem ke svým odbojovým zásluhám se také dosti angažovala v politice, pracovala např. pro de Gaullovu vládu v oblasti ženských práv (s de Gaullem se znala z odboje), později byla poradkyní prvního generálního tajemníka NATO Hastingse Lionela Ismaye (1952-1954). Roku 1954 si vzala za muže amerického diplomata Henry Richardsona Labouisse. Díky tomu získala v roce 1958 americké občanství. Absolvovala s manželem jeho diplomatickou misi v Řecku, kde byl velvyslancem USA (1962-1965), a když se pro léta 1965-1979 stal prezidentem UNICEF, začala se i ona pro tuto organizaci angažovat. Poté žili společně v New Yorku. Zemřela ve 102 letech.